# Kościół św. Antoniego Padewskiego w Ligocie Górnej
Kościół pod wezwaniem św. Antoniego Padewskiego w Ligocie Górnej – zabytkowy, drewniany kościół w Ligocie Górnej, na górze Mała Praszywa w Beskidzie Morawsko-Śląskim, w Czechach (w historycznym regionie Śląska Cieszyńskiego). Jest kościołem filialnym parafii św. Jerzego w Dobrej.
Kościół wybudowany został w 1640 z fundacji hrabiego Jerzego z Oppersdorfu, właściciela frydeckiego państwa stanowego, według legendy w podzięce za uratowanie życia podczas polowania. Służący hrabiego miał w ostatniej chwili zastrzelić szarżującego na swego pana rannego jelenia. Pierwsza msza miała miejsce 5 sierpnia 1640 roku. Pomimo tego, że kościół znajdował się na terytorium parafii w Dobrej, pierwotnie podlegał parafii we Frydku. Początkowo był również pod wezwaniem św. Ignacego Loyoli, lecz zmieniło się to po rozpoczęciu budowy kościoła pod tym wyzwaniem w 1673 na wzgórzu Borowa w Malenowicach przez syna Jerzego, Franciszka Euzebiusza. Z kościoła w Dobrej przeniesiono słynący łaskami obraz św. Antoniego Padewskiego, który stał się nowym patronem świątyni. Odtąd kościół ten gościł popularne wśród mieszkańców Śląska Cieszyńskiego odpusty parafialne, odbywające się w pierwsze niedziele po św. Antonim (13 czerwca). W 1753 i 1769 kościół obito gontem. W 1779 rozbudowano go o zakrystię i emporę. W 1860 nad świątynią dobudowano wieżyczkę z sygnaturką. Podczas II wojny światowej w maju 1945 kościół ucierpiał w wyniku wybuchu granatu, lecz został w krótkim czasie odremontowany.
Nawa wykonana jest z grubych belek jodłowych (jodła - miejsc. gwarowo jedla, stąd lokalne, żartobliwe powiedzonko, jakoby ...na Praszywej kościół zjedli). Przylega do niej trójbocznie zamknięte prezbiterium z zakrystią. Przykrywają je dachy z osobnymi kalenicami, a całość, wraz ze ścianami, obita jest gontem. Wystrój kościoła jest skromny, wyróżnia się cudowny obraz św. Antoniego. Ambona pochodzi z 1794 r., a organy z 1801.